# Dalečín

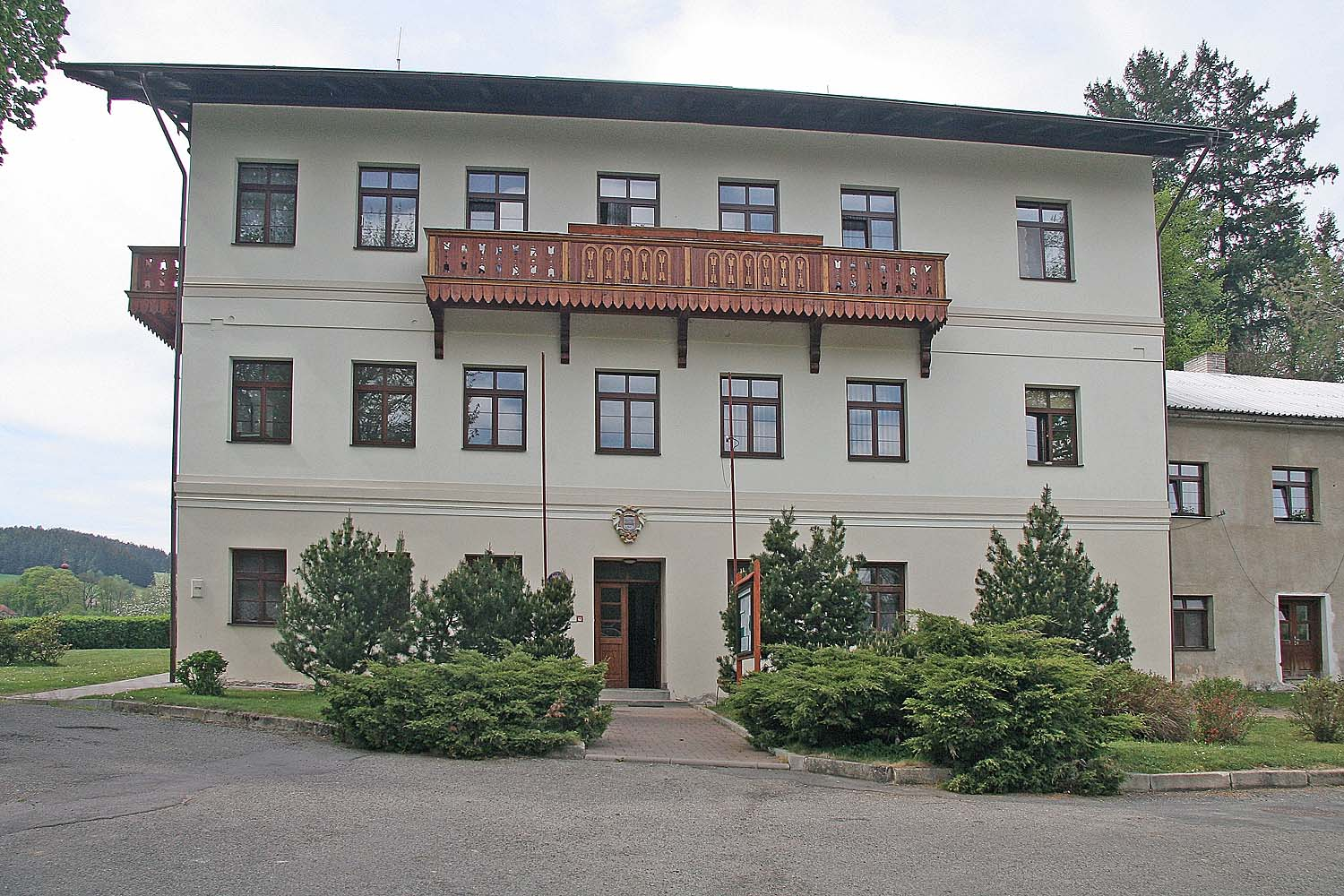
Schloss Dalečín, Sitz der Gemeindeverwaltung

Dalečín (deutsch Daletschin, 1939–45 Tollstein) ist eine Gemeinde in Tschechien. Sie liegt acht Kilometer nördlich von Bystřice nad Pernštejnem und gehört zum Okres Žďár nad Sázavou.

## Geographie
Dalečín befindet sich am südöstlichen Fuße der Saarer Berge im Tal der Svratka. Das Dorf liegt unterhalb der Einmündung des Baches Hrabovec an einem von den Resten der Burg Dalečín gekrönten Mäander. Nordöstlich erheben sich der
Šípův vrch (700 m), Spálenec (587 m) und die Uroubšovka (628 m), im Südosten der Holotín (549 m), südlich die Hora (636 m), im Osten der Panský kopec (672 m) und nordöstlich der Na Vrškách (638 m). Gegen Südosten erstreckt sich die Talsperre Vír I.
Nachbarorte sind Strachujov, Zbytov und Unčín im Norden, Ubušín und Ubušínek im Nordosten, Veselí im Osten, Vírovka im Südosten, Vítochov und Písečné im Süden, Velké Janovice im Südwesten sowie Míchov im Nordwesten.

## Geschichte
Die erste Erwähnung eines Dorfes Daletice erfolgte in der auf 1073 datierten Gründungsurkunde des Klosters Opatowitz, die heute als eine Fälschung aus der Zeit um 1163 angesehen wird. Zudem wird auch angezweifelt, dass es sich bei dem klösterlichen Besitz Daletice um Dalečín gehandelt hat.
Gesichert ist die Existenz des Dorfes Daleczin seit 1349, als Štěpán von Pernsteins Witwe Klara das Dorf zusammen mit Písečné und Dětochov (Vítochov) ihrem zweiten Mann Znata von Tasov überschrieb. Klara überlebte auch diesen und verkaufte ihre Dalecziner Güter 1358 erblich an Jimram von Pernstein. Dabei wurde auch die Burg erstmals genannt. Daleczin entstand wahrscheinlich als Ansiedlung von Bergleuten. An der Svratka arbeiteten seit dem Mittelalter mehrere Eisenhämmer. Seit 1390 ist auch die Existenz einer Feste Daleczyn belegt. 1519 wurde die Burg, die mehrfach zum Schlupfwinkel von Räubern geworden war, eingenommen und zerstört.
1588 verkaufte Johann von Pernstein die Herrschaften Dalečín und Jimramov an den Vladiken Paul Katharyn von Katharn. Dieser machte Dalečín zu seinem Sitz und ließ die Feste zu einem Renaissanceschloss umgestalten. 1590 überschrieb Katharyn Dalečín an seine Frau Griseldis Čejka von Olbramovice. Nachdem die Eheleute 1593 das Schloss Jimramov errichten ließen, wurde dieses ihr neuer Sitz. 1603 verkauften die minderjährigen Söhne Peter und Johann Katharyn von Katharn die Güter an Wilhelm Dubský von Třebomyslice, der sie sofort an Jan Dubský von Třebomyslice weiterreichte. Anstelle des Eisenhammers entstand am Ende des 16. Jahrhunderts eine Papiermühle, die später in eine Sägemühle umgewandelt wurde. Jan Dubský gab der Kirche in Dalečín 1608 ein evangelisches Statut. Nach der Schlacht am Weißen Berg wurden 1621 die Güter Dubskýs, der an der Seite der Aufständischen gekämpft hatte, konfisziert und an Stephan Schmidt von Freyhofen verkauft. Er schloss Dalečín an die Herrschaft Kunštát an, bei der der Ort dann bis 1848 verblieb. Josef Freiherr Coudenhove-Honrichs ließ 1846 eine gedeckte hölzerne Brücke über die Svratka errichten.
Nach der Aufhebung der Patrimonialherrschaften bildete Dalečín mit dem Ortsteil Chudobín und der Siedlung Hamry ab 1850 eine Gemeinde im Bezirk Neustadtl. Die Grafen Coudenhove-Honrichs ließen 1850 das Schloss zu einem Jagdschloss im Stile einer Alpenhütte umgestalten. 1866 entstand an der Svratka ein Spinnerei. Ab 1919 bildete Chudobín mit Hamry eine eigene Gemeinde. Der Prager Professor Josef Heger ließ 1931 am linken Ufer die aus drei Hütten bestehende Siedlung Vírovka anlegen, die seinen Studenten der theologischen Fakultät als College diente. Wegen des Baus der Talsperre Vír I wurden Chudobín und Hamry ab 1947 aufgelöst und 1958 überflutet.
1949 kam Dalečín zum Okres Bystřice nad Pernštejnem. Neben der alten Holzbrücke, die zum Verkehrshindernis geworden war, errichtete die Armee 1950 eine neue eiserne Brücke. 1961 erfolgte die Eingemeindung von Veselí, zugleich wurde die Gemeinde dem Okres Žďár nad Sázavou zugeordnet. Hluboké, das seit 1961 an Vír angeschlossen war, wurde 1964 nach Dalečín umgemeindet. Die alte Holzbrücke wurde 1968 abgetragen und durch eine Betonbrücke ersetzt. Nachdem die Umgebung der Talsperre Vír I 1992 zur Wasserschutzzone I eingestuft worden war, musste 1993 die Feriensiedlung Vírovka aufgelöst werden. Die erhaltenen Hütten dienen als Betriebsgebäude des Talsperrenbetriebs Povodí Moravy. Ende 2003 hatte die Gemeinde Dalečín 705 Einwohner. Davon lebten 562 in Dalečín, 102 in Veselí und 41 in Hluboké. Dalečín ist heute auch ein Wintersportzentrum, westlich des Ortes bestehen Skilifte.

## Ortsgliederung
Die Gemeinde Dalečín besteht aus den Ortsteilen Dalečín (Daletschin), Hluboké (Hluboke) und Veselí (Wesseli) sowie der Ortslage Vírovka.
Das Gemeindegebiet gliedert sich in die Katastralbezirke Dalečín, Hluboké u Dalečína und Veselí u Dalečína.

## Sehenswürdigkeiten

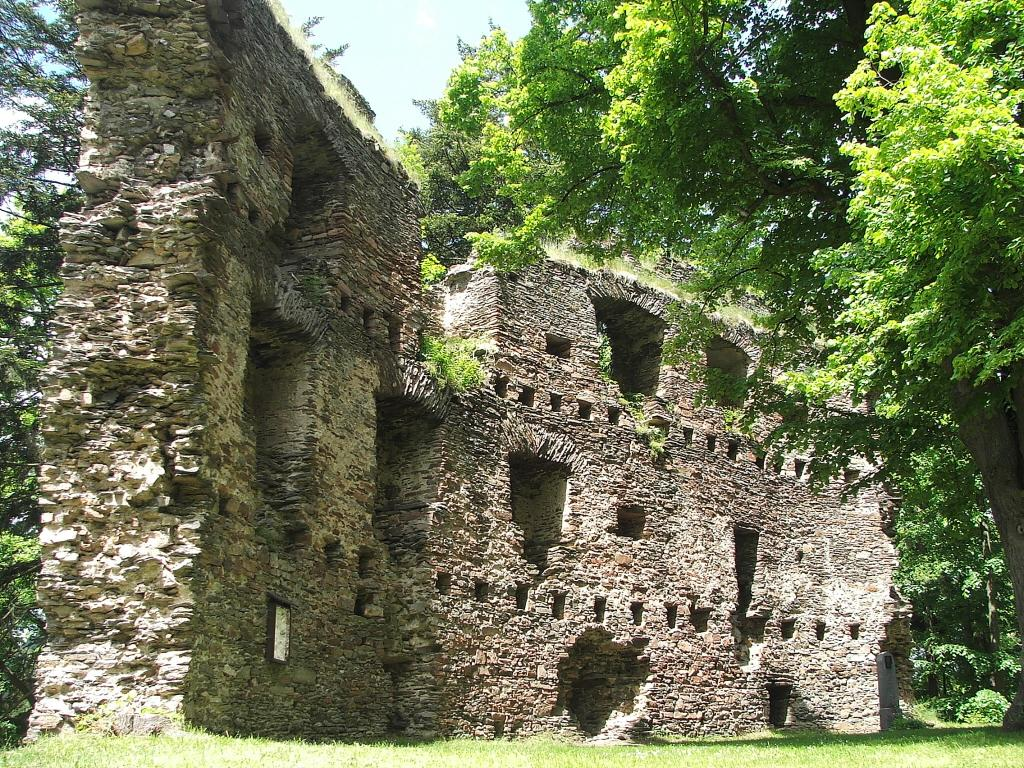
Reste der Burg (2006)

- Ruine der Burg Dalečín, die seit 1358 nachweisbare Burg entstand auf einer Halbinsel in der Svratka und wurde 1519 zerstört
- Schloss Dalečín, die östlich der Burg gelegene seit 1390 belegbare Feste wurde ab 1588 zu einem Renaissanceschloss umgebaut. 1850 erfolgte die Umgestaltung im Stile einer Alpenhütte. Das Schloss ist heute Sitz der Gemeindeverwaltung.
- Kirche Jakobus des Älteren in Dalečín, die seit 1358 belegte Pfarrkirche wurde 1744 barock umgestaltet
- evangelische Toleranzkirche in Veselí, erbaut 1782. In den Jahren 1832 bis 1840 wurde sie umgebaut und vergrößert.

## Söhne und Töchter der Gemeinde
- Josef Koněrza (1858–1948), Schriftsteller und Übersetzer
- Marie Damborská (1895–1990), volkskundliche Autorin
- Radek Horáček (* 1959), Kunsthistoriker und Professor